# St. Lukas (Augsburg-Firnhaberau)

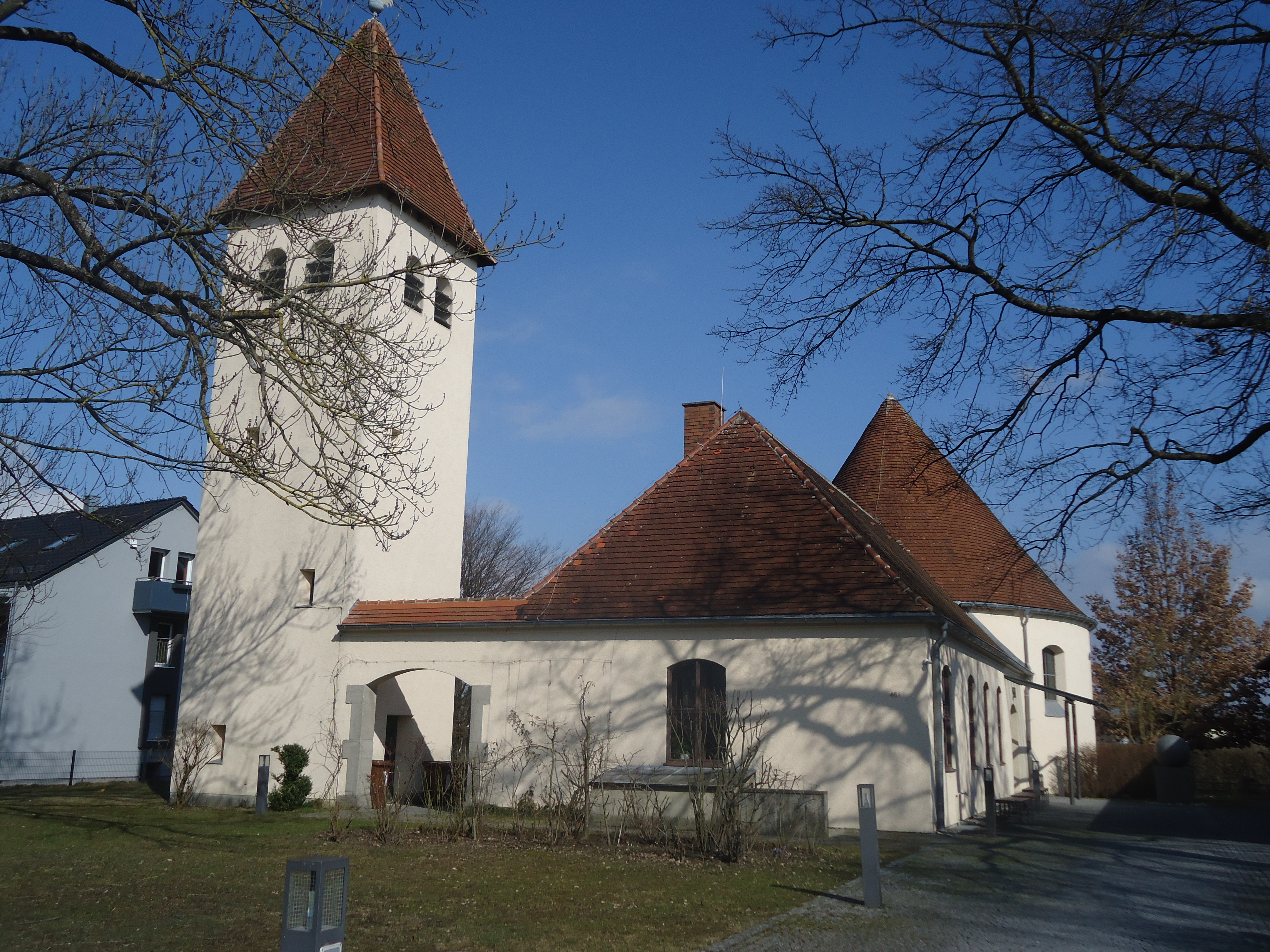
St. Lukas im Augsburger Stadtteil Firnhaberau

St. Lukas ist eine evangelisch-lutherische Kirche im Augsburger Stadtteil Firnhaberau. Sie wurde um 1936 im Stil der Neuen Sachlichkeit nach Plänen der Architekten Wilhelm Wichtendahl und Walter Freyberger erbaut. Sie ist als Baudenkmal in der Bayerischen Denkmalliste eingetragen.

## Geschichte
Die Kirche St. Lukas entstand als zweites Gotteshaus in der Firnhaberau, nachdem acht Jahre zuvor die katholische Kirche St. Franziskus errichtet worden war. Die evangelische Gemeinde war inzwischen stark gewachsen, sodass der Bau einer eigenen Kirche notwendig wurde. Den damals etwas abseits der Siedlung liegenden Bauplatz stiftete die MAN. Der Standort erwies sich jedoch als günstig, da auch Mitglieder aus der benachbarten Siedlung Hammerschmiede zum Kirchenbauverein gehörten. Die Architekten Wilhelm Wichtendahl und Walter Freyberger entwarfen die Pläne für den Bau.

## Architektur
St. Lukas ist eine kleine Kirche, die kein großstädtisches, sondern ein eher dörfliches Erscheinungsbild besitzt. Sie besteht aus einem ovalen Zentralbau mit Keildach, einem angeschlossenen Gemeindesaal mit Satteldach und einem etwas abgerückten Glockenturm mit Pyramidendach. Alle Dächer der Kirche sind rot eingedeckt und die schlichte Putzfassade ist weiß gestrichen.
Der Zentralbau, der für den Gottesdienst genutzt wird, überragt den Gemeindesaal und wird dadurch architektonisch hervorgehoben. Gemeindesaal und Glockenturm sind durch einen Torbogen miteinander verbunden.

## Innenraum und Ausstattung
Der Innenraum von Gemeindesaal und Zentralbau ist schlicht gehalten. Die Fenster im Zentralbau liegen höher als im Gemeindesaal, wodurch der Gottesdienstraum zusätzlich betont wird. Die Decken beider Räume sind mit Holzbalken gestaltet.
Ursprünglich standen die Kirchenbänke parallel zum Altar, der sich in einem kleinen Chor auf der Ostseite befand. In den 1990er Jahren erfolgte eine Umgestaltung des Innenraums: Der Gemeindesaal wurde dauerhaft zum Zentralbau hin geöffnet und die Orgel wurde in den Chorbereich verlegt. Der Altar steht nun mittig im Raum, über ihm schwebt ein weißes Kreuz. Die Stühle für die Gottesdienstbesucher sind in ovaler Form um den Altar angeordnet.
Die Taufschale stammt aus dem Jahr 1936. Sie ist mit Schlangensymbolen verziert und trägt in der Mitte ein Kreuzsymbol.